# Geophis latifrontalis
Geophis latifrontalis este o specie de șerpi din genul Geophis, familia Colubridae, descrisă de Garman 1883.

## Subspecii
Această specie cuprinde următoarele subspecii:
- G. l. latifrontalis
- G. l. semiannulatus